# AP 英作文
AP 英作文（Advanced Placement（アドバンスト・プレースメント、AP）英作文（AP English Language、APENG、AP Langとしても知られる）は、カレッジ・ボードがアドバンスト・プレイスメント・プログラムの一環として提供するコースと試験である。

## コース
AP 英作文、AP 文学は、高校で履修する修辞学のコースである。多くの学校では3年生にAP英作文、4年生にAP文学のコースを開講しているが、学校によっては3年生と4年生の両方に両方のコースを提供しているところもある。カレッジ・ボードは、AP英作文を選択する生徒にはノンフィクションを題材とした様々な種類の分析的で説得力のあるエッセイを研究し書けるよう指導している。またAP文学を選択する生徒には様々な時代や媒体の文学（フィクション、詩、ドラマ）を研究し、文学的なトピックについて議論する際に幅広い読書知識を活用することを目的をしている。

## 試験
AP英語英作文の試験は、通常5月第2週の火曜日の午前に実施される。試験は1時間の多肢選択式と2時間の15分の自由記述式の2部で構成されている。
試験は以下のように分かれている：
|                          | 質問数 | 配点の割合 | 制限時間                   |
| ------------------------ | ------ | ---------- | -------------------------- |
| セクションI：多肢選択    | 45     | 45         | ６0分                      |
| セクション II： 自由回答 | 3      | 55         | 15分（読解） 120分（作文） |

### セクションI：多肢選択式
多岐選択問題セクションは45問で、読解問題が23～25問、記述問題が20～22問出題される。20世紀以前のノンフィクションの散文と、20世紀および21世紀のノンフィクションの散文に分かれ、通常4つの短い文章が出題される。問題は、修辞的状況、主張と証拠、推論と構成、文体を理解する能力を評価する。45問を60分で解答し、得点の45％を占める。

### セクション II： 自由記述
試験の自由記述セクションは3つの出題形式からなり、それぞれ総合、修辞学的分析、論述という異なる種類の問題が出題され、0点から6点の間で採点される。
2007年に総合エッセイが導入された。その際学生が3つの出題文章を読み、注釈をつけることができるよう、自由記述試験部分に15分の追加時間を割り当てた。学生はこの時間を使ってメモを取りエッセイを書き始める。
課題は通常学生にシナリオを検討させ、その特定の要素に対する回答を添付資料から少なくとも3つ使用し作成させる。出題文には合計6～7つの出典が添付されているが、すべての出典の情報を使用する必要はなく（むしろ望ましくない場合もありる）使用した情報源は、エッセイの中で引用しなければならない。
分析課題では学生に短い（1ページ未満）文章を読ませ、作者がその文章の中で使っている様々な技法を分析し議論するエッセイを書くことが求められます。技法の内容は各問題文によって異なるが、文章中の戦略、論証の技法、動機、その他の修辞学的要素が文章全体の目的にどのように効果的に寄与しているかなどが問われる。
論述課題では、通常文書化された出典からの主張を論述します。生徒はその主張を検討し、自分の知識や読書から得た裏付けとなる証拠を用いて主張を擁護、挑戦、または修飾する論述を行うよう求めらる。

## 採点
多肢選択式セクションの採点はコンピューターで採点される。以前は正解で1点、不正解で1/4点が減点されていた（空欄は減点されない）が、カレッジ・ボードは2011年にすべてのAP試験についてこの方針を廃止し、現在は正解に対して1点のみを与え、1/4点の減点はなくなりった。自由記述欄は、毎年6月に数百人の教育者によって個別に採点される。各論文を0～6点の間で採点し6点が高得点となる。生徒の論文は1点、論旨と証拠は最大4点、そして論旨や小論文全体の全体的な複雑さや洗練度によって追加点が加算される。
3つの小論文の得点は1～5のAPスコアに換算される。
学生は通常、受験した年の7月中旬に郵送で成績を受け取る。成績はカレッジ・ボードのウェブサイト「My AP」で閲覧することができる。また、早ければ7月1日に電話で受け取ることもできる（有料）。
すべてのAPコースの指導者は、生徒一人一人の成績が記載されたスコアシートのほか、いくつかの成績情報と全国平均を受け取る。

### 成績分布
2008年以降の成績分布を以下に示す：
| 年代 | 得点割合 | 得点割合 | 得点割合 | 得点割合 | 得点割合 |             |      |          |         |
| 年代 | 5        | 4        | 3        | 2        | 1        | 3以上の割合 | 平均 | 標準偏差 | 生徒数  |
| ---- | -------- | -------- | -------- | -------- | -------- | ----------- | ---- | -------- | ------- |
| 2008 | 8.7%     | 18.2%    | 31.4%    | 30.5%    | 11.3%    | 58.3%       | 2.83 | 1.12     | 306,479 |
| 2009 | 10.5%    | 19.0%    | 30.2%    | 28.4%    | 11.9%    | 59.7%       | 2.88 | 1.16     | 337,441 |
| 2010 | 10.7%    | 20.8%    | 29.3%    | 27.6%    | 11.6%    | 60.8%       | 2.91 | 1.17     | 374,620 |
| 2011 | 11.1%    | 20.0%    | 30.1%    | 27.5%    | 11.3%    | 61.2        | 2.92 | 1.17     | 412,466 |
| 2012 | 11.0%    | 20.2%    | 28.9%    | 27.9%    | 11.9%    | 60.1%       | 2.90 | 1.18     | 443,835 |
| 2013 | 10.2%    | 16.2%    | 28.6%    | 29.8%    | 15.2%    | 55.0%       | 2.76 | 1.19     | 476,277 |
| 2014 | 9.6%     | 17.9%    | 28.4%    | 30.1%    | 14.1%    | 55.9%       | 2.79 | 1.18     | 505,244 |
| 2015 | 9.9%     | 18.3%    | 27.3%    | 29.7%    | 14.8%    | 55.5%       | 2.79 | 1.19     | 527,274 |
| 2016 | 10.7%    | 17.6%    | 27.1%    | 32.1%    | 12.6%    | 55.4%       | 2.82 | 1.18     | 547,575 |
| 2017 | 9.1%     | 18.4%    | 27.8%    | 30.7%    | 14%      | 55.3%       | 2.78 | 1.17     | 579,426 |
| 2018 | 10.6%    | 17.7%    | 28.8%    | 29.3%    | 13.5%    | 57.1%       | 2.83 | 1.18     | 580,043 |
| 2019 | 10.1%    | 18.5%    | 26.5%    | 31.1%    | 13.8%    | 55.1%       | 2.80 | 1.19     | 573,171 |
| 2020 | 12.6%    | 20.4%    | 29.1%    | 26.2%    | 11.8%    | 62.1%       | 2.96 | 1.20     | 535,478 |
| 2021 | 8.0%     | 23.0%    | 26.0%    | 31.0%    | 12.0%    | 57.0%       | 2.86 | 1.18     | 518,548 |
| 2022 | 10.4%    | 21.1%    | 24.2%    | 29.8%    | 14.5%    | 55.7%       | 2.83 | 1.21     | 520,771 |
| 2023 | 10%      | 20%      | 26%      | 29%      | 15%      | 56%         | 2.81 |          | 568,000 |

2010年以降、AP英作文はAP米国史を抜き、APプログラムの中で最も受験者数の多い試験となった。

### 複合スコアの範囲
カレッジ・ボードが各成績の取得に必要な総合得点の範囲（150点満点）を発表した。この得点表は絶対的なものではなく、範囲は試験の実施ごとに異なる。2007年に総合小論文が追加されたため得点表はセクションⅡの新しい小論文の種類を考慮して改訂された。
| 成績 | 得点範囲（2001） | 得点範囲（2002） |
| ---- | ---------------- | ---------------- |
| 5    | 108-150          | 113-150          |
| 4    | 93-107           | 96-112           |
| 3    | 72-92            | 76-95            |
| 2    | 43-71            | 48-75            |
| 1    | 0-42             | 0-47             |

### 2007年の変更点
2007年、試験の多肢選択問題が変更され、文書と引用に関する問題が出題されるようになった。